# Google Sites
Google Sites är en internettjänst där det går att skapa en strukturerad wiki och webbplats som en del av Google Apps. Tanken är att alla ska kunna skapa en tematisk sida där ett antal olika personer ska kunna samarbeta och dela filer.
Google Sites började som tjänsten JotSpot som var namnet på dels en produkt, dels ett mjukvaruföretag. Det var tänkt för små och halvstora företag. 
I september 2021 fanns det mer än 222 000 webbplatser som körs med Google Sites-byggaren.
Arbetet med webbplatsen sker i den visuella redigeraren. Google Sites erbjuder ett antal färdiga mallar som kan användas för att skapa en webbplats. Du kan också skapa din egen design med hjälp av ett tomt pappersark.
Tjänsten Google Sites har ersatt den föråldrade Google Page Creator.
Från och med den 1 september 2021 är webbplatser i den klassiska versionen av Google Sites inte längre tillgängliga för besökare. För att fortsätta fungera måste webbplatsen överföras till den nya versionen av tjänsten. De viktigaste uppdateringarna: ytterligare verktyg för anpassning, möjlighet att organisera samarbete på webbplatsen, webbplatsens anpassningsförmåga för olika typer av enheter, dataanalys etc.

## Historik
Google Sites hette ursprungligen JotSpot, namnet och den enda produkten från ett programvaruföretag som erbjöd social programvara för företag. Den riktade sig främst till små och medelstora företag. Företaget grundades av Joe Kraus och Graham Spencer, medgrundare av Excite
.
I juni 2016 presenterade Google en fullständig omarbetning av Google Sites-plattformen, kallad Google New Sites, tillsammans med en tidslinje för övergången från klassiska Google Sites. Google New Sites använder inte JotSpot-teknik.
I augusti 2020 blev Google New Sites standardalternativet för att skapa webbplatser, och i november 2021 arkiverades alla webbplatser som skapats med Google Classic Sites.